# Museu Dimitri Sensaud de Lavaud
O Museu Dimitri Sensaud de Lavaud, também conhecido como Museu de Osasco, localiza-se no município de Osasco na grande São Paulo e era no seu início um casarão, construído no século XIX por Antônio Agú (quem morou no casarão juntamente de sua esposa Primitiva Vianco), a mando do banqueiro Giovanni Brícola. Tornou-se museu apenas em 1976 com o intuito de contar um pouco a história da cidade de Osasco desde sua criação. O chalé localiza-se na região onde hoje é a Avenida dos Autonomistas.

## História
No século XIX, o banqueiro Giovanni Brícola mandou Antônio Agú, imigrante italiano e empreendedor, construir um casarão. Antônio Agú construiu o Chalé onde hoje é a Avenida dos Autonomistas e se inspirou na arquitetura italiana para erguer a construção, ele inclusive morou no próprio casarão. Posteriormente, quem ocupou a casa foi o Barão Evaristhe Sensaud de Lavaud, um industrial de origem francesa. Seu filho era Dimitri Sensaud de Lavaud (homenageado com o nome do museu), engenheiro que se naturalizou brasileiro, dono do pouco conhecido primeiro voo da américa latina, pilotando o avião São Paulo, em 7 de janeiro de 1910. Após a morte da família Lavaud, a casa foi residência de outras pessoas, mas acabou ficando abandonado por alguns anos à mercê de vândalos que invadiram-no e destruíram parte do que ali havia. Em dias frios, moradores de rua juntavam-se e ascendiam uma fogueira no assoalho da casa para se aquecerem, com isso, destruíram grande parte do piso original. Então, em 1976, tornou-se o museu de Osasco e assim permanece até os dias atuais.

### Giovanni Brícola
Giovanni Brícola foi um importante banqueiro de São Paulo, nasceu na Itália mas se naturalizou brasileiro em 1888. No ano de 1900 se tornou representante do Banco Nápoles em São Paulo, assim formou uma pequena fortuna. Era proprietário de terras na região de Osasco e investia na compra de lotes de terra. Morava em São Paulo e com a grande quantidade de terras que possuía, decidiu construir uma residência para utilizar como casa de campo. Antônio Agú foi o responsável pela construção do chalé brícola no alto de um morro, longe do centro urbano.

### Dimitri Sensaud de Lavaud
Dimitri nasceu em Valladolid na Espanha em 1882. Foi o engenheiro responsável pelo primeiro voo da América Latina. Dimitri viveu parte de sua infância na Europa em países como Suíça, Turquia e Grécia e em 1898 veio para o Brasil. Era dedicado à construções de barcos a vela e iniciou o projeto de construção de seu próprio avião em 1908, batizado de "São Paulo". No ano de 1910 em Osasco, ocorreu o primeiro voo inaugural, com duração de 5 a 6 segundos, o qual foi comemorado com euforia, dando à cidade uma grande honra.

### Arquitetura

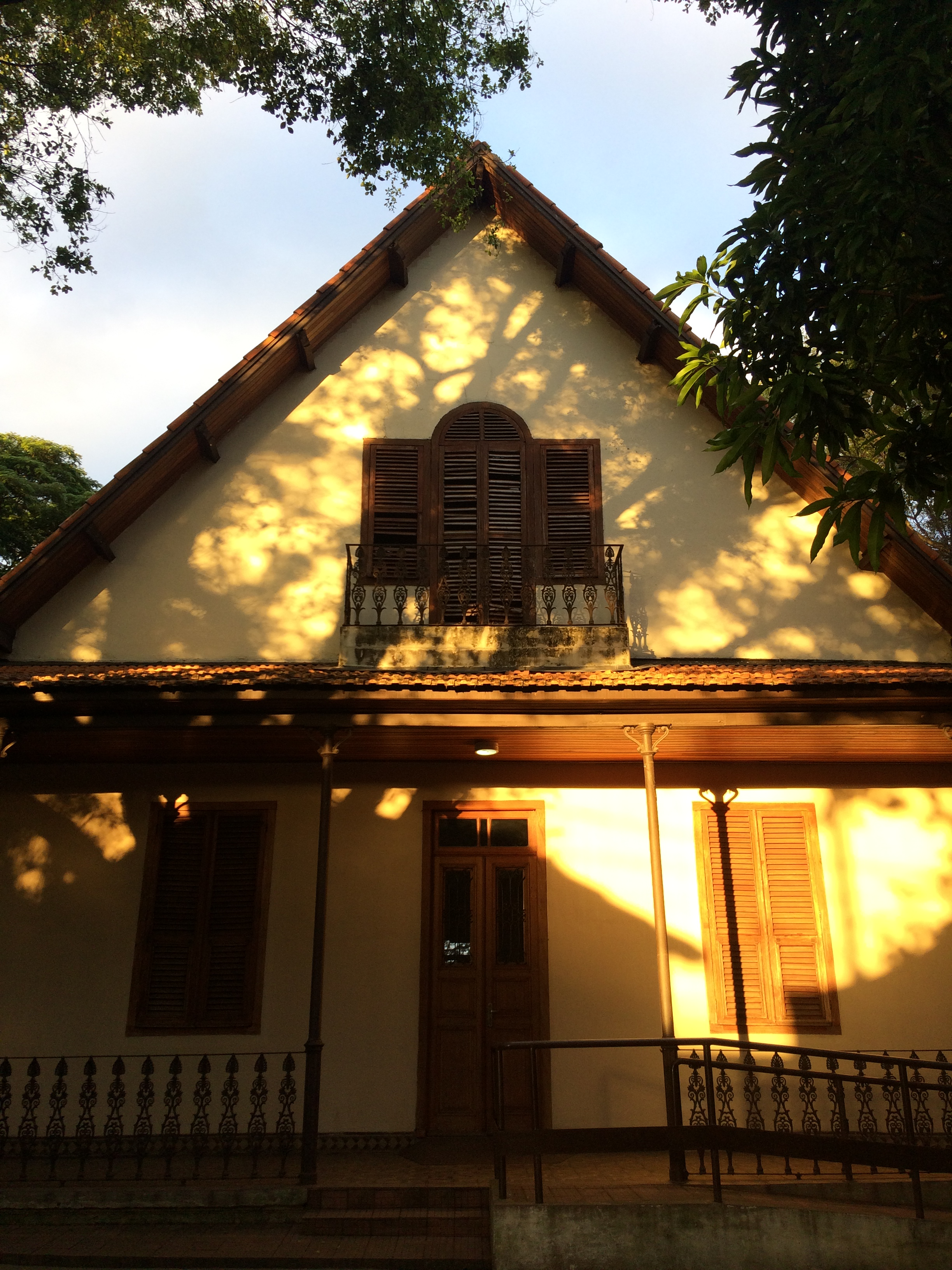
Vista da parte de trás do museu

A arquitetura do casarão tem influências do norte da Itália e retrata um estilo rural, porém único do Brasil. Essas influências arquitetônicas tem uma ligação direta ao contexto histórico do país na época, a imigração Italiana. A casa de varneio foi construída entre árvores e edificado com pinho de riga, mármore de carrará e azulejos europeus.
Mesmo depois de passar por uma restauração, sua arquitetura continua a mesma. O seu estilo "antigo" dá ao museu certo destaque em meio a uma paisagem com muitos prédios, casas e muros pichados e poucas árvores.

## Restauração
Em 2007, a prefeitura da cidade de Osasco deu início a obra de restauração do museu, que foi feita cooperativamente com jovens do curso de capacitação profissional em restauro de Patrimônio Cultural. Durante o projeto mais de cem pessoas foram empregadas, além disso, o projeto também demandou um trabalho harmonioso com as outras obras de restauro da região. Toda a obra de restauração foi feita respeitando toda a pesquisa acerca da arquitetura do casarão, não mudando sua estrutura.
Desde 2009, a secretaria municipal da cultura está trabalhando para que alguns bens móveis e imóveis presentes no museu sejam tombados como patrimônio histórico pelo CONDEPA (Conselho Municipal de Defesa e Preservação do Patrimônio Histórico, Artístico e Cultural). O projeto ainda está em andamento e não há previsão de término.
Em 18 de maio de 2013, o museu foi reinaugurado pelo atual prefeito da época, Jorge Lapas. A reabertura tinha objetivo de celebrar o dia mundial dos museus. O evento teve como atração principal a peça “A história de Dimitri” e a exposição de arte “Artes e Ofícios”. A prefeitura pretende aprimorar cada vez mais o acervo histórico. 

## Acervo
As obras que lá se encontram são doações de antigos moradores da cidade de Osasco. Todas as obras de certa forma contam um pouco sobre a história da cidade. São encontrados alguns troféus, um antigo fogão à lenha, máquinas de escrever e máquinas fotográficas antigas doadas por jornalistas. Também existe uma sala inteiramente destinada a representar a primeira farmácia de Osasco (todo o acervo da farmácia foi doado pelo dono da antiga farmácia). O museu ainda recebe doações para construção de seu acervo, desde que contribuam para construção e memória da cidade.
Atualmente o acervo encontra-se fechado para manutenção. As principais obras do acervo são a réplica do avião que deu origem ao primeiro voo da América Latina e o canhão de guerra utilizado na segunda guerra mundial. Ambos não encontram-se mais no museu, pois o avião foi retirado para restauração e o canhão foi furtado.

## Galeria

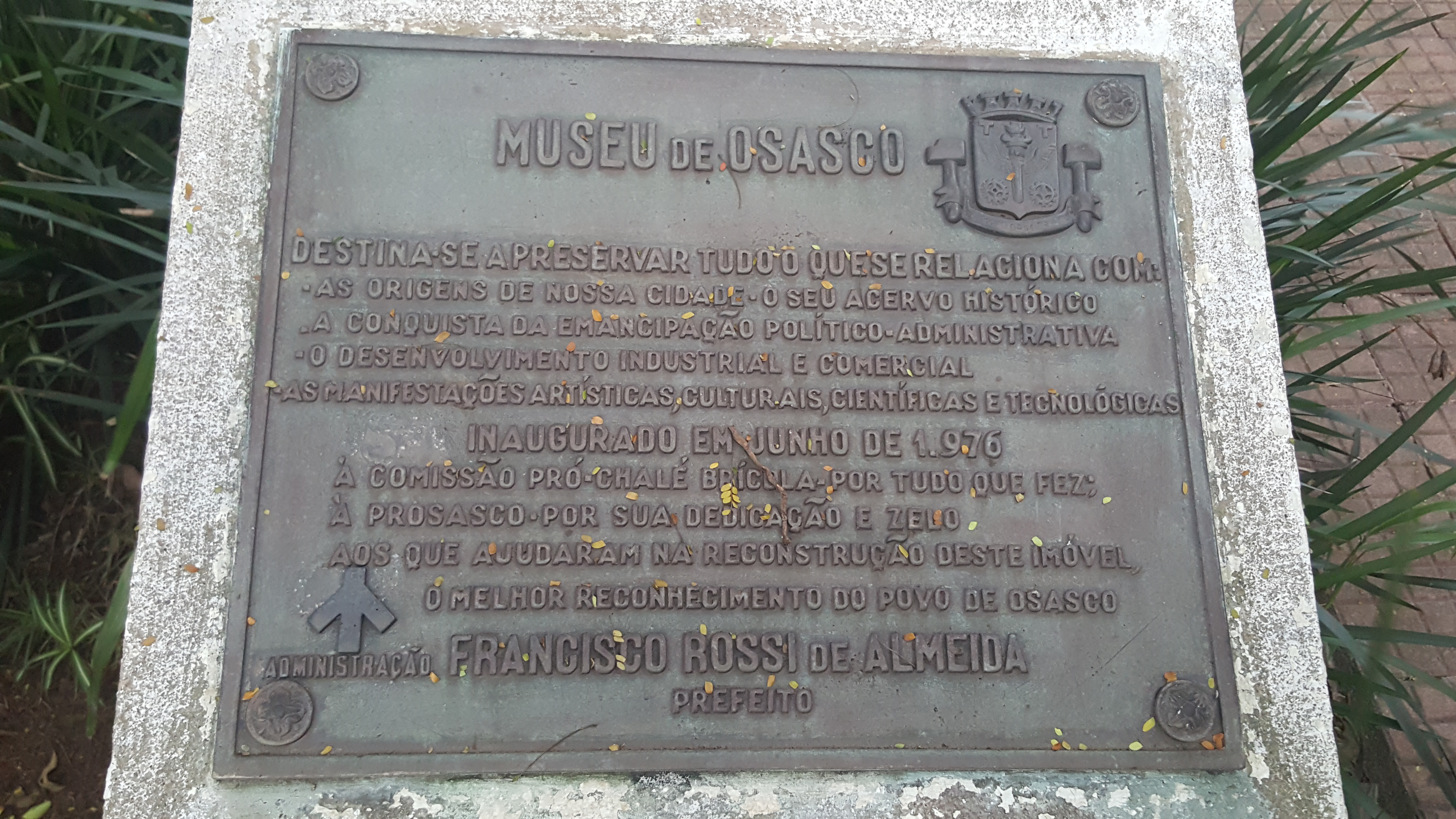
Placa
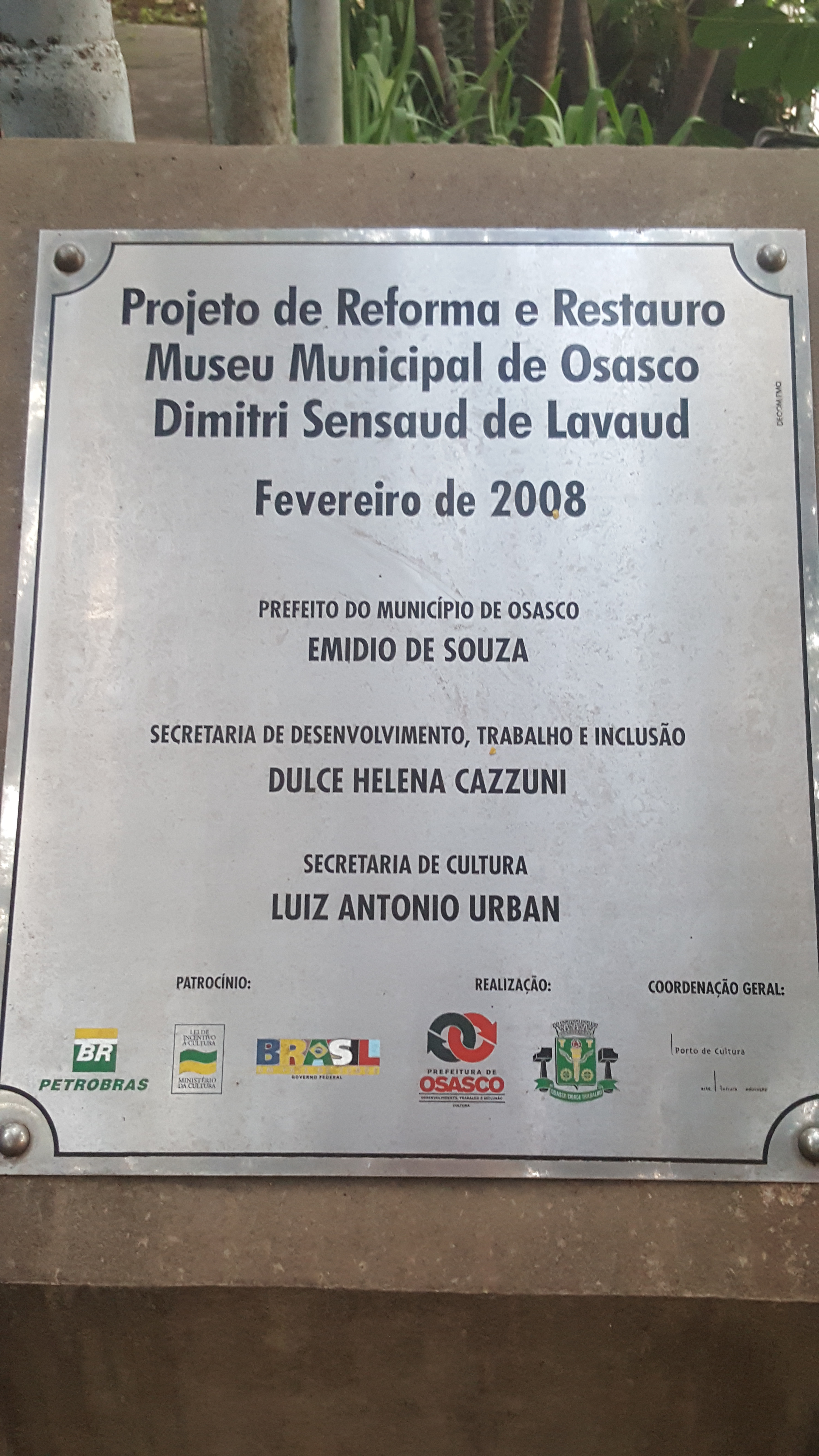
Placa
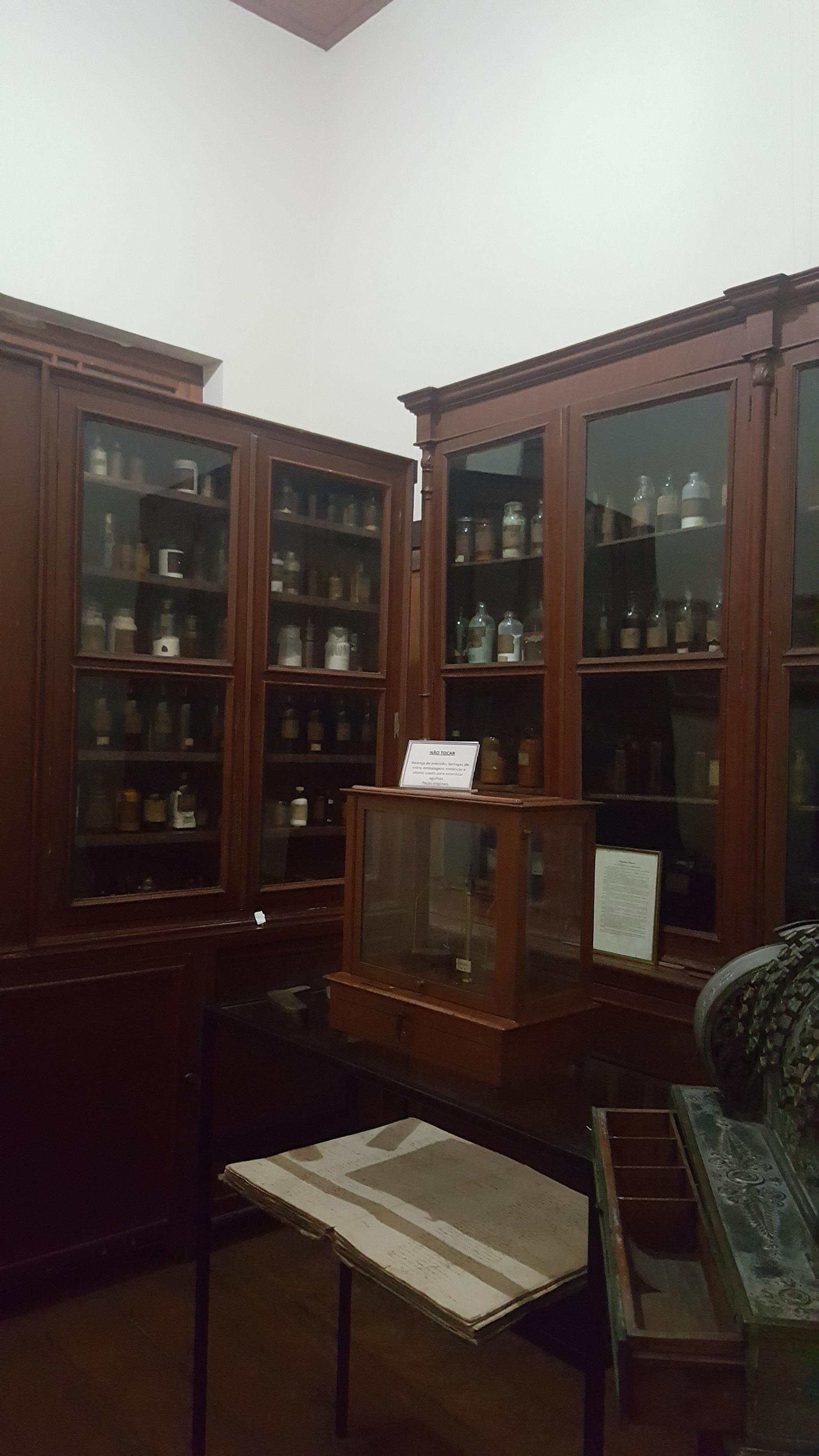
Acervo Farmácia
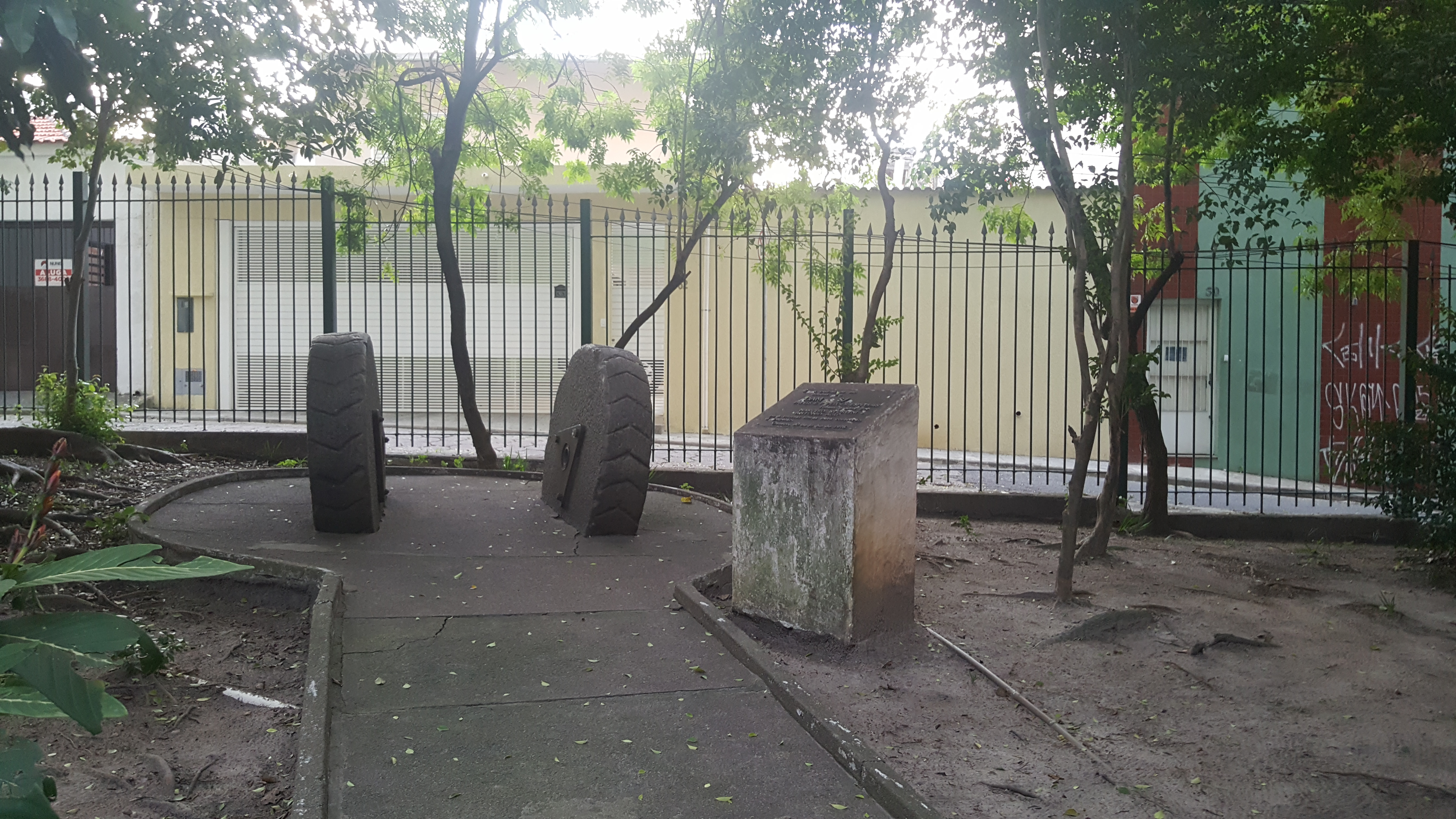
Acervo
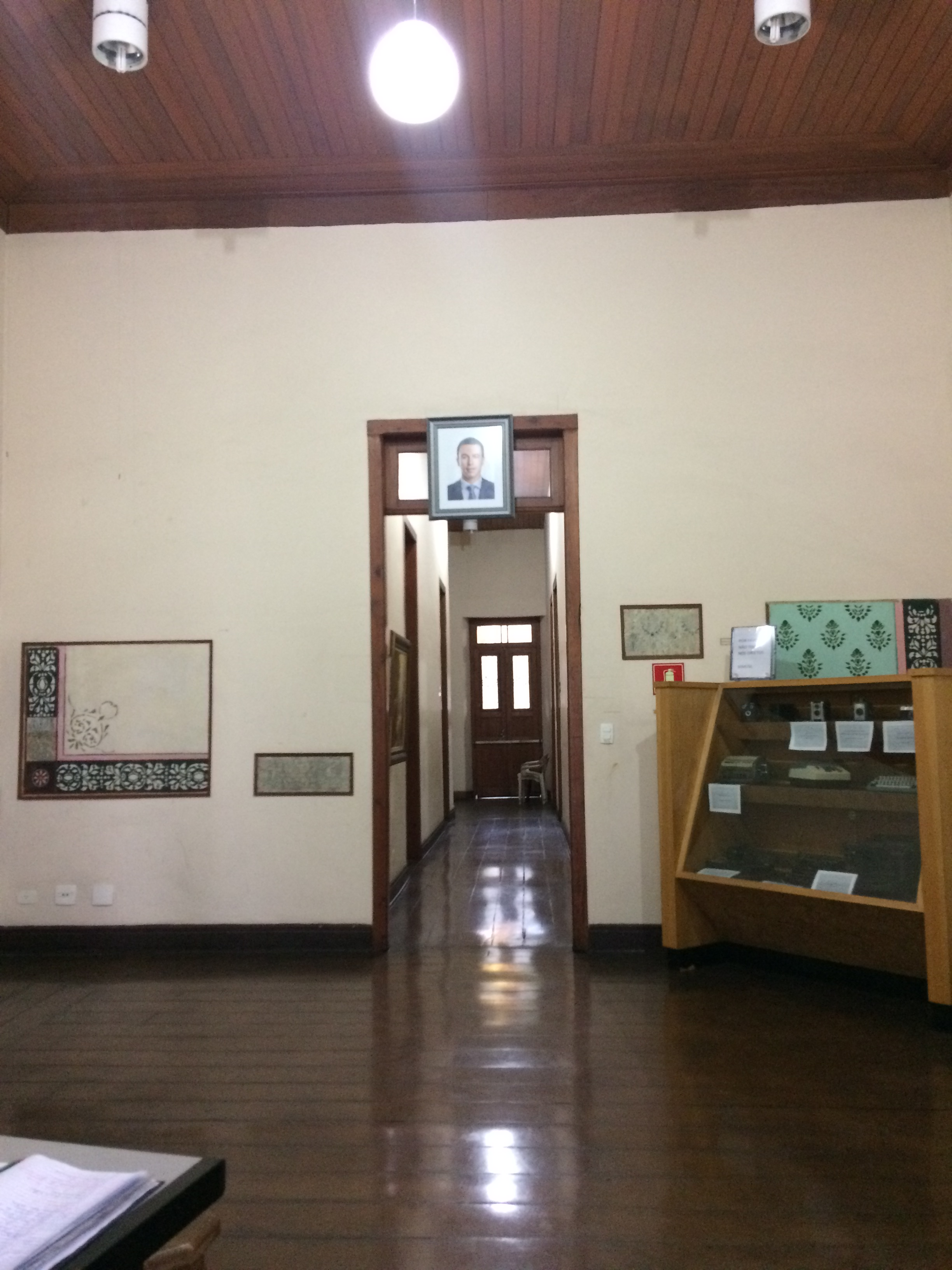
Entrada
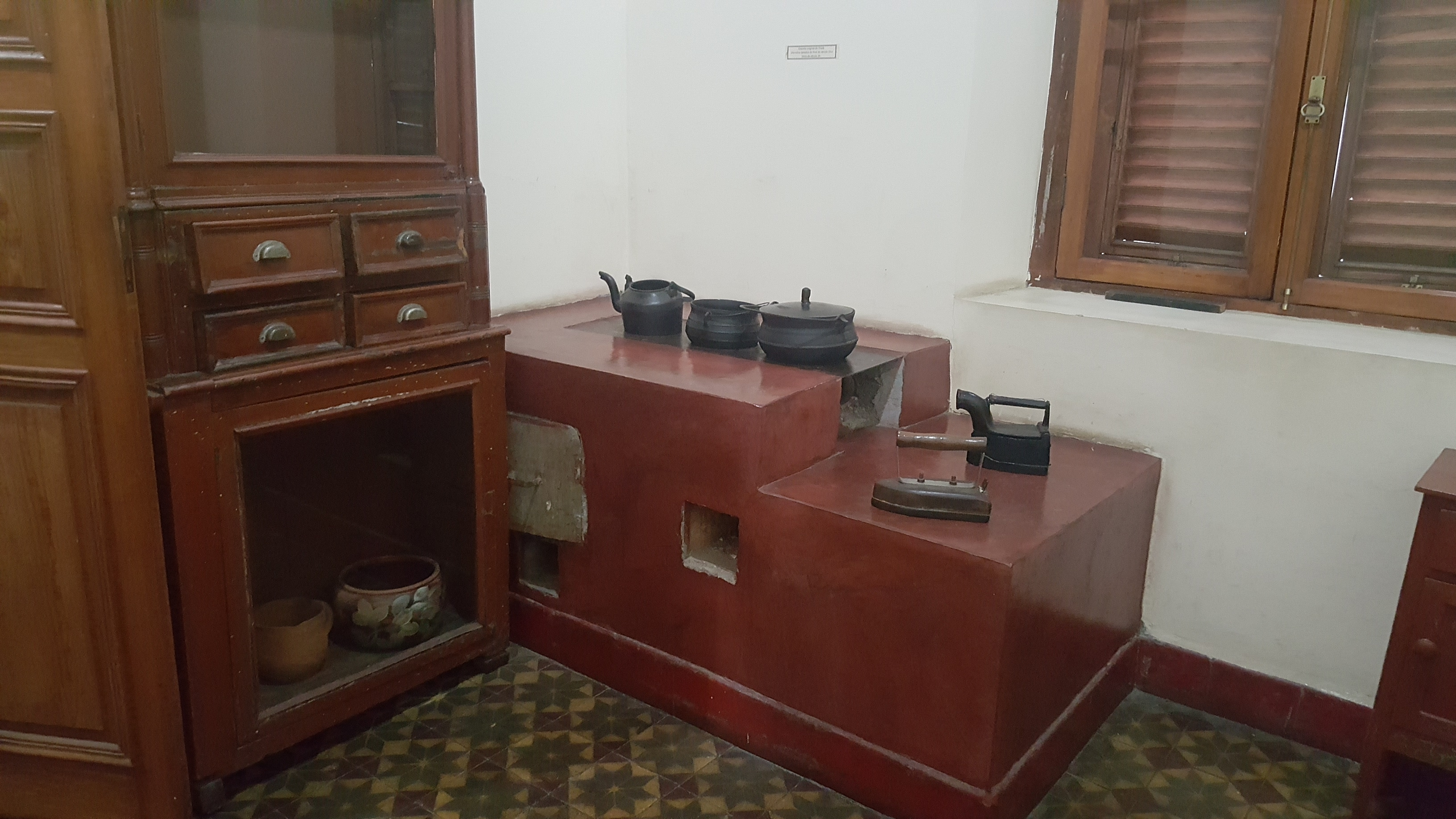
Acervo Fogão